# Olimpijski komite Slovenije
Das Olimpijski komite Slovenije (OKS) ist das Nationale Olympische Komitee in Slowenien mit Sitz in Ljubljana. Insgesamt 39 Fachverbände olympischer Sportarten, davon 32 Sommer- und sieben Wintersportarten, sind Mitglied im OKS.

## Geschichte
Am 15. Oktober 1991 wurde das Nationale Olympische Komitee in Ljubljana gegründet, sein erster Präsident wurde Janez Kocijančič. Die offizielle Anerkennung durch das IOC erfolgte am 5. Februar 1992, sodass die erste Teilnahme an Olympischen Spielen bereits drei Tage später bei den Olympischen Winterspielen mit einer Delegation von 27 Sportlern stattfand. Im selben Jahr nahm Slowenien auch erstmals an den Olympischen Sommerspielen teil. Am 14. Juni 1993 wurde das OKS Mitglied im Comité international des Jeux méditerranéens und war fortan auch Teilnehmer bei Mittelmeerspielen.

## Präsidenten

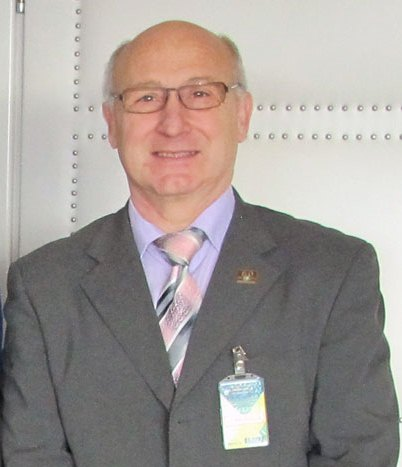
Der amtierende Präsident des OKS, Bogdan Gabrovec.

- 1991–2014: Janez Kocijančič
- seit 2014: Bogdan Gabrovec